# 和田実久
和田 実久（わだ みく、2006年4月27日 - ）は、日本の女子バレーボール選手である。

## 来歴
福岡県出身。博多女子中学校から福岡工業大学附属城東高等学校に進学。
高校3年時の2024年6月には全九州高校体育大会で初優勝を果たすと、同年7月の全国高等学校総合体育大会（インターハイ）では優秀選手を受賞。2025年1月に行われた第77回全日本高等学校選手権大会（春高バレー）では初勝利を含む2勝を挙げた。
2025年1月10日、SVリーグの岡山シーガルズへの内定が発表された。翌11日に選手登録が公示され、12日のアランマーレ山形戦でSVリーグデビューを果たした。

## 所属チーム
- 博多女子中学校（2019-2022年）
- 福岡工業大学附属城東高等学校（2022-2025年）
- 岡山シーガルズ（2025年-）